# Tej El Hadhra
Tej El Hadhra (arabe : تاج الحاضرة) est un feuilleton historique tunisien en quatorze épisodes de 40 minutes réalisé par Sami Fehri et diffusé durant le ramadan 2018 sur El Hiwar El Tounsi. Le scénario est écrit par Ridha Gaham, Aziz Bey, Fayçal Bey, Sana El Molk Bey, Maya Ksouri et Sadok Halwes.

## Synopsis
Tej El Hadhra est une fiction historique qui relate des épisodes du règne d'Ahmed Ier Bey au cours du XIXe siècle,.

## Distribution
- Aziz Bey : Ahmed Ier Bey
- Yassine Ben Gamra : Kheireddine Pacha
- Nejib Belkadhi : Général Osman
- Mohamed Mrad : Mohamed El Kacem Ben Osman (colonel), fils du général Osman
- Meriem Ben Mami : Lella Douja, épouse du général Osman et sœur du prince héritier Mohammed Bey
- Chedly Arfaoui : Chekir Khoja Al Khail (responsable des chevaux du bey), frère du général Osman
- Najla Ben Abdallah : Lella Hasina, épouse de Chekir Khoja Al Khail et sœur de Lella Douja
- Hichem Rostom : Mustapha Saheb Ettabaâ
- Ahmed Landolsi : Mustapha Khaznadar
- Fethi Mselmani : Moustapha Agha
- Raouf Ben Amor : Ibn Abi Dhiaf
- Amine Ben Salah : Hammouda, fils de Chekir Khoja Al Khail
- Houssem Sahli : Mahmoud Ben Ayed
- Meriam Ben Hussein : Lella Manana (Emna Beya Chalbi), épouse du bey
- Samia Rhaiem : Lella Aïcha (Elena Grazia Ravo), deuxième épouse de Moustapha Bey (père du bey)
- Mila Ben Youssef : Hafsiya, deuxième épouse de Chekir Khoja Al Khail
- Ghada Chaka : Arbiya, femme de ménage chez le général Osman et petite amie de Mohamed El Kacem
- Myriem Boukadida : Zbayda, fille de Lella Hasina et Chekir Khoja Al Khail
- Arbi Mezni : Abdallah (ou Abboud), marchand et époux d'Arbiya
- Wahida Dridi : Cherifa, de son vrai nom Bchira Bent Abidine Chamerji, philanthrope et propriétaire d'une agence caritative
- Oumaima Ben Hafsia : Nejma, résidente de l'agence de Cherifa
- Rym Ben Messaoud : Selma, résidente de l'agence de Cherifa
- Lobna Sediri : Dhahbia, résidente de l'agence de Cherifa
- Mohamed Grayaâ : Salah, résident de l'agence de Cherifa
- Chekra Rammeh : Mahbouba, première épouse du général Osman
- Nassim Ziadia : Hamza Mejri, fils du général Osman et de sa première épouse
- Abdelaziz Meherzi : Abdelaziz, vice-président de l'école Slimania
- Aymen Ammar : Abdallah Mrabet, prince de la brigade Mohamedia
- Moncef Ajengui : Romdhane, commandant
- Mohsen Cherif : Professeur de musique (oud)
- Anissa Lotfi : Aïcha, principale servante de la maison de Kheireddine Pacha
- Mohamed Sayari : Mohamed Ben Ayed, père de Mahmoud Ben Ayed
- Aïcha Kacem : Teja, concubine d'Ahmed Ier Bey
- Lassaad Jamoussi : Cheikh Rhaiem, cheikh de l'école hanafite (ancien mari de Cherifa)
- Meriem Sabegh : Lella Kalthoum, épouse de Mustapha Khaznadar et sœur d'Ahmed Ier Bey
- Lamis Malouche : Lella Jannat, fille de Mustapha Khaznadar et Lella Kalthoum
- Mhadheb Rmili : Hedhili, résident de l'agence de Cherifa
- Nissaf Ben Hafsia : Lella Hkima, principale servante du palais beylical
- Chaima El Abassi : Sabra, fille du général Osman et de sa première épouse
- Bahri Rahali : Cheikh
- Joelle Renstrom : Armando, médecin italien vivant en Tunisie

## Fiche technique
- Titre original : تاج الحاضرة
- Transcription du titre original : Tej El Hadhra
- Création : Sami Fehri
- Réalisation : Sami Fehri
- Direction de la photographie : Omar Bouhoula
- Scénario : Ridha Gaham, Aziz Bey, Fayçal Bey, Sana El Molk Bey, Maya Ksouri et Sadok Halwes
- Direction artistique : Aziz Bey
- Décors : Ghazi Temimi
- Costumes : Lilia Lakhoua et Sana El Molk Bey
- Maquillage : Radhia Haddad
- Montage : Eight Production
- Musique : Mehdi Mouelhi
- Production exécutive : Hssan Ben Brahim
- Sociétés de production : Eight Production
- Sociétés de distribution : El Hiwar El Tounsi
- Pays d'origine :  Tunisie
- Pays de diffusion :  Tunisie
- Langue originale : arabe tunisien
- Format : 4:3 couleur
- Genre : feuilleton télévisé
- Durée : 40 minutes

## Lieux de tournage
La série est tournée dans plusieurs palais ayant appartenu au bey de Tunis, comme le palais Zarrouk, Ennejma Ezzahra, Dar El Kamila et la résidence de l'ambassadeur d'Angleterre en Tunisie,.

## Distinctions
La série reçoit le prix du meilleur scénario à l'issue d'un vote réalisé sur l'application mobile Romdhane Awards de la radio Mosaïque FM.